# Peter Sauber
Peter Sauber (Zurique, 13 de outubro de 1943) é um empresário e chefe de equipe automobilística suíço. Foi o fundador da equipe Sauber, que correu em várias categorias de carros esportivos e também na Fórmula 1.

## Carreira
No final de 2005 Peter vendeu a Sauber para a construtora BMW, mas continuou exercendo funções administrativas sobre a equipe.

### Sauber (2009–2016)
Em 27 de novembro de 2009 (após 5 anos de tentativas não bem sucedidas, uma vitória e alguns pódios) a BMW Sauber F1 Team foi retomada por Peter Sauber, com a condição de que tivesse garantida uma vaga no grid em 2010. No dia 3 de dezembro a FIA confirmou o retorno da Sauber a Fórmula 1.
A equipe foi vendida para a Longbow Finance S.A. em julho de 2016, com Peter Sauber anunciando em seguida sua aposentadoria de todas suas funções.